# Баграт I Мампали
Баграт I (груз. ბაგრატ I; IX век — 20 апреля 900 года) —  грузинский принц Тао-Кларджети из династии Багратионов. Он был князем Кларджети с 889 до его смерти.

## Биография
Баграт был младшим сыном Сумбата I, основателя линии Кларджских Багратидов. После смерти Сумбата в 889 году он сменил своего отца на посту князя Кларджети, в то время как его старший брат (и вероятно, законный преемник Сумбата), Давид, стал правителем какой-то менее важной территории к северу от Кларджети — Аджарии и Нигали. Как и Сумбат, у Баграта был эпитет Артануджели («Артануджский»), и он правил титулом мампали, имея в качестве своей резиденции процветающий коммерческий город Артануджи. В 891 году он втянулся в династическую вражду между багратидов и помог Адарнасе IV победить Гургена I Куропалата. После смерти Баграта, похоже Артануджи был присвоенным его братом Давидом, в то время как другие части его территории была далее разделена между его четырьмя сыновьями, который вскоре начал ссориться между собой.
Есть некоторая путаница в датировании смерти Баграта. Согласно летописцу XI века Сумбату Давитис-Дзе, Баграт скончался 20 апреля, в пасхальное воскресенье 129-го года грузинской эры (т. е. 909). Однако пасхальное воскресенье в 909 году являлась 16 апреля; таким образом год, который совпадет с данной датой, будет 900.
У Баграта было четыре сына: Адарнасе II, Гурген I, Ашот Кискаси, Давид Багратион[уточнить] (умер в 922 году). Согласно записям Константина VII, автора книги «Об управлении империей», у Баграта также была дочь, которая вышла замужем за её родственника Сумбата II.